# Alexander Ryabkin
Alexander Ryabkin (nascido em 11 de julho de 1989, em Oblast de Sverdlovsk) é um ciclista russo. Fez sua estreia no ano de 2009 na equipe russa Lokomotiv, um ano depois ele voltou para a categoria amador.